# أحمد عرب زاده
احمد عرب زاده (بالفارسية: احمد عرب‌زاده) هو لاعب كرة قدم إيراني. حضر احمد عرب زاده خلال مسيرته الرياضية في عدة فرق ومنها فريق شارداري أراك لكرة القدم الإيراني.